# Jamie Webb
Jamie Webb (ur. 1 czerwca 1994 w Liverpoolu) – brytyjski lekkoatleta, średniodystansowiec.
Specjalizuje się w biegu na 800 metrów. Startował w tej konkurencji na mistrzostwach Europy w 2016 w Amsterdamie, ale odpadł w eliminacjach.
Zdobył srebrny medal w biegu na 800 metrów na halowych mistrzostwach Europy w 2019 w Glasgow, przegrywając jedynie z Álvaro de Arribą z Hiszpanii, a wyprzedzając Marka Englisha z Irlandii. Na halowych mistrzostwach Europy w 2021 wywalczył w tej konkurencji brązowy medal, za Polakami Patrykiem Dobkiem i Mateuszem Borkowskim.
Jest nauczycielem chemii w szkole Harris Academy w South Norwood.

## Rekordy życiowe
- Bieg na 800 metrów – 1:44,52 (20 lipca 2019, Londyn)
- Bieg na 1500 metrów – 3:46,24 (21 lipca 2015, Stretford)
- Bieg na 800 metrów (hala) – 1:44,54 (17 lutego 2021, Toruń)
- Bieg na 1500 metrów (hala) – 3:43,59 (6 stycznia 2019, Sheffield)[1].